# Konstantin Kuzniecow
Konstantin Andriejewicz Kuzniecow (ros. Константин Андреевич Кузнецо́в; ur. 23 października 1899, zm. 11 stycznia 1982) – radziecki operator filmowy. Laureat Nagrody Stalinowskiej (1950). Zasłużony Działacz Sztuk RFSRR (1970). Uczeń operatora Aleksandra Lewickiego. Od 1923 roku pracował w dziedzinie kinematografii. W 1934 roku wykładał w WGIK. W 1935 roku był pedagogiem-konsultantem w  Tadżyckim studiu filmowym.

## Wybrana filmografia
- 1926: Według prawa
- 1927: Wasza znajoma
- 1928: Kukła z milionami
- 1932: Horyzont
- 1933: Wielki czarodziej